# Devín
Devín (česky Děvín, maďarsky Devény, německy Theben) je jedna z nejmenších městských částí Bratislavy, rozkládající se poblíž soutoku řek Moravy a Dunaje. Nejvýznamnější památkou a dominantou obce je hrad Devín, jedna z nejnavštěvovanějších památek Bratislavy, a také soutok Moravy a Dunaje. V městské části se též nachází gotický římskokatolický kostel sv. Kříže z 13. století.

## Historie

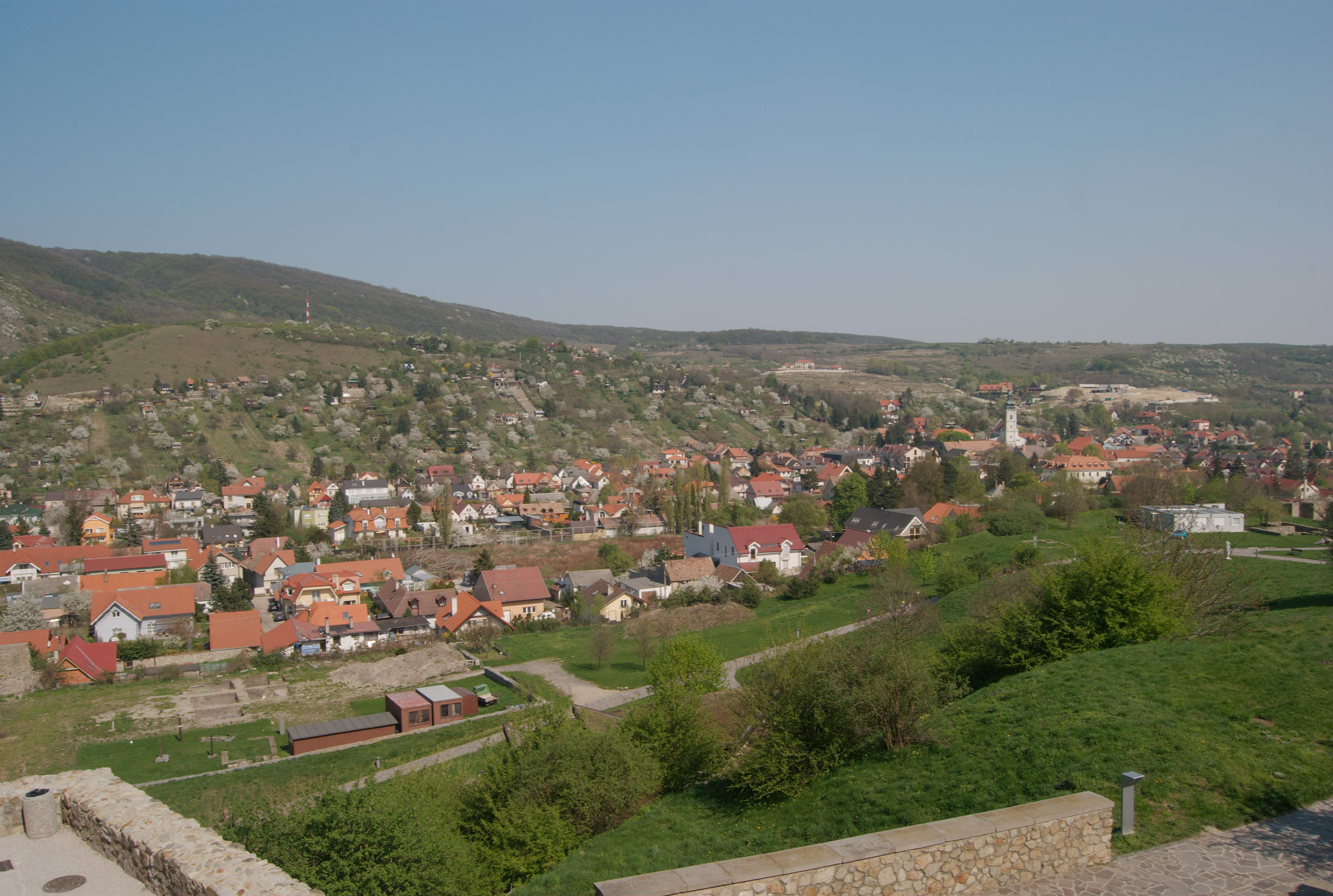
Pohled na Devín z hradu

V roce 1930 zde žilo 1402 obyvatel. V letech 1938 až 1945 byl Děvín v důsledku uzavření Mnichovské dohody přičleněn (pod názvem Theben) k nacistickému Německu. V roce 1946 byla tehdejší samostatná obec Děvín přičleněna k Bratislavě.  Rozsáhlé škody v Devíně způsobila povodeň roku 2002.

## Přírodní poměry
Devín se nachází v pohoří Malé Karpaty a část při Dunaji navíc také v soutěsce Devínská brána, která leží na rakousko-slovenské hranici. Hradní vrch je chráněn jako národní přírodní památka Devínská hradní skála. V katastrálním území Devín leží také přírodní památka Devínska lesostep, přírodní rezervace Fialková dolina a Slovanský ostrov a zasahují do něj národní přírodní rezervace Devínská Kobyla, chráněné areály Sihoť a Devínske alúvium Moravy a chráněná krajinná oblast Malé Karpaty.